# أندرانيك فوسكانيان
أندرانيك فوسكانيان (بالأرمنية: Անդրանիկ Սամվելի Ոսկանյան)‏ هو لاعب كرة قدم أرميني في مركز الدفاع، ولد في 11 أبريل 1990 في يريفان في أرمينيا. شارك مع منتخب أرمينيا تحت 21 سنة لكرة القدم ومنتخب أرمينيا لكرة القدم. أما مع النوادي، فقد لعب مع ألاشكرت ونادي ميكا.

## وصلات خارجية
- أندرانيك فوسكانيان على موقع الاتحاد الأوربي (الإنجليزية)
- أندرانيك فوسكانيان على موقع قاعدة بيانات كرة القدم.إي يو (الإنجليزية)
- أندرانيك فوسكانيان على موقع ناشيونال فوتبول تيمز (الإنجليزية)
- أندرانيك فوسكانيان على موقع Soccerway.com (الإنجليزية)